# Henryk Petrich
Henryk Petrich (* 10. Januar 1959 in Łódź) ist ehemaliger polnischer Boxer.

## Boxkarriere
Petrich trainierte bis 1980 beim Club Widzew Łódź, anschließend bis 1991 bei Legia Warszawa, dann als Leihboxer bis 1992 beim Igloopolem Dębica und im Anschluss bis zum Ende seiner Karriere 1993 bei Walka Zabrze. Seine Trainer waren Wiesław Rudkowski, Sylwester Kaczyński, Janusz Gortat, Tadeusz Walasek und Andrzej Gmitruk. Er wurde 1983–1986 viermal in Folge Polnischer Meister im Mittelgewicht, sowie 1987–1988 und 1990–1991 ebenfalls viermal Polnischer Meister im Halbschwergewicht. 1989 hatte er aufgrund einer Erkrankung nicht an der Meisterschaft teilgenommen. In der polnischen Liga bestritt er 147 Kämpfe mit 126 Siegen und konnte mit Legia Warszawa von 1982 bis 1986 fünfmal in Folge Polnischer Mannschaftsmeister werden. Das international besetzte Feliks Stamm Tournament in Polen gewann er 1983 und 1986, zudem gewann er acht von elf Länderkämpfen für die Nationalmannschaft.
Er gewann nach einer Halbfinalniederlage gegen Henry Maske eine Bronzemedaille bei der Weltmeisterschaft 1986 in Reno und wurde bei der Europameisterschaft 1987 in Turin Zweiter, nachdem er im Finale erneut gegen Henry Maske unterlegen war. Im Viertelfinale war ihm ein K.-o.-Sieg gegen Sven Ottke gelungen.
Bei den Olympischen Spielen 1988 in Seoul konnte er Park Byeong-jin aus Südkorea, Niels Madsen aus Dänemark und den Ägypter Ahmed Elnaggar besiegen, ehe er im Halbfinale durch Abbruch aufgrund von Augenproblemen gegen den US-Amerikaner und späteren Goldmedaillengewinner Andrew Maynard ausschied und daher eine olympische Bronzemedaille gewann.
Darüber hinaus war er Achtelfinalist der Europameisterschaft 1985 in Budapest und Viertelfinalist der Goodwill Games 1990 in Seattle.
Er beendete seine Karriere nach 321 Kämpfen mit 271 Siegen und arbeitete dann als Boxtrainer.